# Mayhem
Mayhem este o formație de black metal înființată în anul 1984, în Ski, Norvegia de către Øystein "Euronymous" Aarseth, Jørn "Necrobutcher" Stubberud și Kjetil "Manheim" Manheim. Numele formației provine de la melodia celor de la Venom "Mayhem With Mercy".
Formația a devenit notorie atât datorită evenimentelor cu care a fost corelată (o sinucidere, o crimă și mai multe incendieri de biserici), cât și datorită prestațiilor din concerte care erau violente. 
În peste 30 de ani de existență formația a lansat 6 albume de studio, 3 EP-uri și 6 albume live.

## Istoric

### Anii de început (1984–1987)
Inspirați de formații ca Venom, Hellhammer, Bathory, Celtic Frost sau Slayer, Mayhem lansează în 1986 demo-ul Pure Fucking Armageddon. Nici până acum nu se știe cu exactitate cine a cântat pe acest demo; unii susțin că Euronymous a cântat, alții susțin că Necrobutcher a cântat, iar alții susțin că ambii au cântat. Tot în 1986 doi noi membri se alătură formației, ambii vocaliști: Eirik "Messiah" Nordheim (cunoscut și ca "Billy Cockroach") și Sven Erik "Maniac" Kristiansen. În 1987 are loc lansarea primului material discografic Mayhem, EP-ul Deathcrush (limitat la 1000 de copii).
În același an Messiah părăsește formația, urmat la scurt timp de Maniac și Manheim. În locul lor vin Kittil Kittilsen (vocal) și Torben Grue (baterie) de la formația Vomit, dar și aceștia părăsesc repede Mayhem.

### Cu Dead (1988–1991)

Dead (stânga) și Euronymous (dreapta) (1990)

În 1988 se alătură formației Dead de la formația suedeză Morbid și Jan Axel "Hellhammer" Blomberg (baterie) de la Mortem (ulterior Arcturus). Dead a fost ales ca vocalist pe baza unui CV foarte ciudat: un pachet conținând o scrisoare, o casetă demo și un cobai în stare de putrefacție atașat de o cruce. 
În această formulă concertele Mayhem au devenit faimoase. Dead folosea mai multe metode prin care făcea tot posibilul să arate ca un cadavru: își vopsea fața în alb pentru a imita paloarea celor care au murit de ciumă, purta haine pe care în prealabil le îngropase cu câteva săptămâni înainte de concert, avea un corb mort pe care îl mirosea înainte de a intra pe scenă și se tăia cu cuțite și cioburi de sticlă. De asemenea în fața scenei erau adesea capete de porc sau de oaie înfipte în țăruși. 
În 1990 cei patru se mută împreună într-o casă dintr-o pădure de lângă Oslo unde încep să lucreze pentru albumul de debut De Mysteriis Dom Sathanas. În 8 aprilie 1991 Dead se sinucide tăindu-și venele și împușcându-se în cap cu o pușcă. A lăsat o scurtă scrisoare prin care se scuza că a folosit pușca în casă și a făcut atâta mizerie cu sângele lui. A fost găsit de Euronymous care, după ce a aranjat câteva bucăți de creier și craniu, a mers la un magazin din apropiere și a cumpărat un aparat de fotografiat. A făcut poze cadavrului (una dintre aceste poze va fi folosită ca și copertă pentru albumul live Dawn of the Black Hearts) și apoi a anunțat poliția. Ulterior au apărut zvonuri conform cărora Euronymous ar fi făcut o friptură din bucăți de creier pe care a mâncat-o și, de asemenea, ar fi făcut coliere din bucăți de craniu pe care apoi le-ar fi dăruit câtorva formații pe care el le-a considerat demne de respect; se presupune că aceste formații ar fi Samael, Marduk și Abruptum. 
În locul lui Dead a venit Stian "Occultus" Johansen, dar acesta a părăsit repede formația.

### De Mysteriis Dom Sathanas (1991–1994)
Fiind foarte afectat de moartea lui Dead, Necrobutcher părăsește formația (Occultus a preluat de asemenea și chitara bas pentru scurt timp). Mayhem rămăsese cu doar doi membri, Euronymous și Hellhammer. Euronymous își va deschide magazinul de muzică Helvete și casa de discuri Deathlike Silence în subsolul magazinului. Aici se întâlneau membrii mai multor formații black metal, printre care Mayhem, Burzum, Darkthrone, Emperor și Thorns. Hellhammer va înființa formația Arcturus din rămășițele formației Mortem.
În 1993 a fost lansat albumul live Live in Leipzig; acest album a fost dedicat lui Dead. În același an au fost reluate înregistrările pentru albumul de debut. În locul lui Dead a venit Attila Csihar de la Tormentor, iar în locul lui Necrobutcher a venit Varg "Count Grishnackh" Vikernes de la Burzum. Snorre "Blackthorn" Ruch de la Thorns a cântat la chitară și a finalizat versurile câtorva melodii, versuri începute de Dead. S-a zvonit că Euronymous și Count Grishnackh plănuiseră să distrugă catedrala Nidaros (cea care apare pe coperta albumului) în aceeași zi cu lansarea albumului, zvon ulterior infirmat de Grishnackh.
În 10 august 1993 Count Grishnackh îl ucide pe Euronymous. Grishnackh împreună cu Blackthorn au mers acasă la Euronymous; între Grishnackh și Euronymous s-a produs o altercație în urma căreia Grishnackh l-a înjunghiat și ucis pe Euronymous. Trupul lui Euronymous a fost găsit în afara apartamentului acestuia cu 23 de plăgi înjunghiate - 2 la cap, 5 la gât și 16 la spate. Grishnackh a afirmat faptul că Euronymous voia să îl tortureze și să înregistreze tortura (ca un film "snuff") și că majoritatea rănilor au fost provocate atunci când Euronymous, în timpul confruntării, a căzut pe niște cioburi de sticlă de la o veioză spartă. Indiferent de circumstanțe, Grishnackh a fost arestat și ulterior condamnat la 21 de ani de închisoare pentru omor și incendierea a patru biserici. Blackthorn a fost de asemenea condamnat la 8 ani de închisoare sub acuzația de complice la crimă. Atilla se întoarce în Ungaria să-și finalizeze studiile. Cu doar un singur membru rămas, mai exact Hellhammer, Mayhem efectiv a încetat să existe.
În mai 1994 a fost lansat albumul De Mysteriis Dom Sathanas, album dedicat lui Euronymous. Lansarea a fost amânată de către părinții lui Euronymous care erau nemulțumiți de prezența lui Grishnackh pe album (la chitară bas). Hellhammer i-a asigurat pe părinții lui Euronymous că va reînregistra el personal chitara bas, dar nu a făcut asta (pentru simplul motiv că nu știa să cânte la chitară), așa că varianta finală a albumului a rămas cu Grishnackh la chitară bas.

### Cu Maniac (1995–2004)

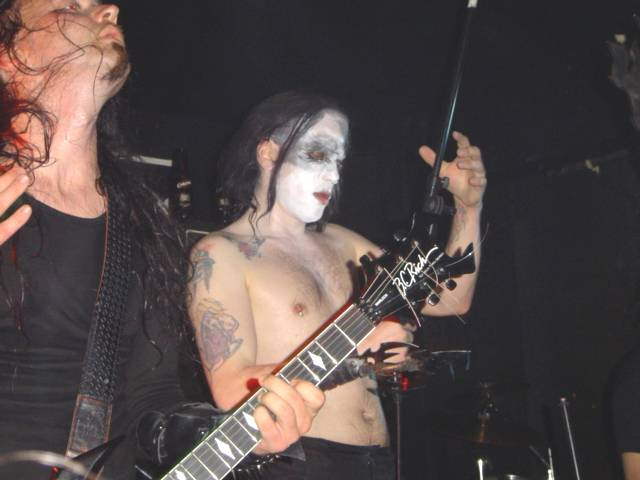
Blasphemer (stânga) și Maniac (dreapta) (2004)

În 1995 Hellhammer se hotărăște să revitalizeze Mayhem cu ajutorul foștilor membri Necrobutcher și Maniac. Locul lui Euronymous este luat de Rune "Blasphemer" Eriksen de la Aura Noir și astfel formația e completă. Numele formației este schimbat din Mayhem în The True Mayhem pentru că între timp apăruseră alte două trupe cu același nume.
În același an este lansat albumul live Dawn of the Black Hearts, urmat în 1996 de demo-ul Out from the Dark. În 1997 are loc lansarea EP-ului Wolf's Lair Abyss, prima realizare discografică Mayhem în noua formulă. Urmează un turneu de promovare în Europa pentru care este recrutat Alexander Nordgaren de la Fleurety ca al doilea chitarist. În 1998 Mayhem susține un concert în Milano, Italia, la care participă și Attila și cântă pe melodia "From The Dark Past". Concertul este înregistrat și lansat în 1999 pe albumul live Mediolanum Capta Est.
În această fază afirmațiile rasiste făcute de Hellhammer, precum și utilizarea simbolurilor naziste svastica și emblema Waffen-SS "cap de mort", au dus la acuzații de antisemitism și neo-nazism.
În 2000 este lansat Grand Declaration of War, al doilea album de studio. Albumul este unul conceptual cu puternice influențe progresive și avangardiste. Temele predominante sunt războiul și distrugerea post-apocaliptică. Un aspect foarte diferit față de precedentele materiale discografice e prestația lui Maniac; acesta renunță la maniera brutală de a cânta specifică black metal-ului și adoptă un stil vorbit, inteligibil. Aceste schimbări au fost întâmpinate cu reacții adverse; unii au criticat elementele experimentale și vocea lui Maniac, alții au considerat albumul o încercare lăudabilă de redefinire a black metal-ului.
În 2001 este lansat albumul live Live in Marseille 2000, precum și două compilații. În 2003, în timpul unui concert care a avut loc în Bergen, un fan a fost lovit accidental de un cap de oaie care a fost aruncat de pe scenă de Maniac. Respectivul fan, pe nume Per Kristian Hagen, a fost diagnosticat cu fractură craniană. 
În 2004 este lansat Chimera, al treilea album de studio. Albumul marchează întoarcerea la stilul brutal și necizelat cu care Mayhem își obișnuise fanii, dar producția este îmbunătățită considerabil. Pentru concertele din 2004 este recrutat Morten "Sanrabb" Furuly de la Gehenna ca al doilea chitarist. În același an Maniac părăsește formația; motivul a fost tracul lui Maniac (cauzat de alcoolism) care îl făcea să uite în mod frecvent versurile melodiilor. Totul a culminat cu un incident violent între Maniac și Blasphemer în urma căruia Maniac s-a despărțit de Mayhem.
În locul lui Maniac revine Attila.

### Întoarcerea lui Attila (2004–2008)

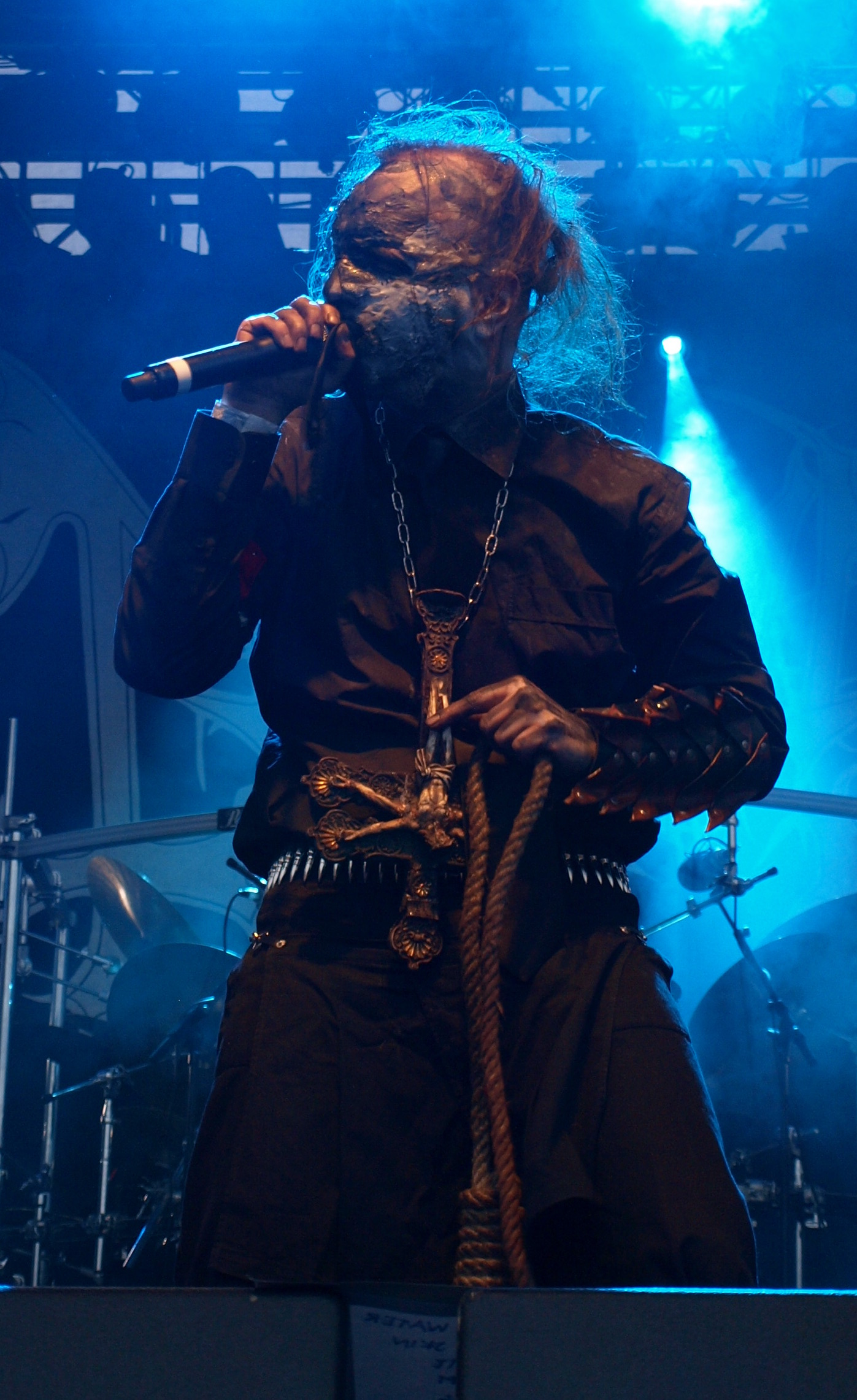
Attila Csihar la Jalometalli (2008)

În 2007 este lansat Ordo Ad Chao, al patrulea album de studio. Acest album se diferențiază de celelalte materiale discografice mai recente prin faptul că producția este intenționat proastă. Albumul s-a clasat pe locul 12 în topul norvegian și a câștigat premiul Spellemannprisen (cel mai important premiu muzical din Norvegia) la categoria "Cel Mai Bun Album Metal". Pentru melodia Anti s-a filmat un videoclip (regizat de Costin Chioreanu), primul videoclip realizat de Mayhem.
În 2008 Blasphemer a anunțat că va părăsi formația pentru a se putea concentra asupra proiectului său Ava Inferi. După ce a cântat în concertele care erau deja planificate, Blasphemer s-a despărțit de Mayhem în condiții amiabile. Astfel Mayhem a pierdut pe cel care a creat în mare măsură ultimele 3 albume de studio.

### Formula actuală (2008–prezent)
În octombrie 2008 în locul lui Blasphemer vine Krister "Morfeus" Dreyer de la Limbonic Art. În 2009 Mayhem împlinește 25 de ani de existență și celebrează acest lucru printr-un turneu mondial. Pentru concertele din acest turneu este recrutat Silmaeth de la Vorkreist ca al doilea chitarist.
În ianuarie 2009 are loc lansarea EP-ului Life Eternal. În noiembrie 2009 formația este arestată în Tilburg, Olanda pentru distrugerea unei camere de hotel; valoarea pagubelor se ridică la 5000 de euro. În aprilie 2010, în timpul unui concert care a avut loc în Oslo, Attila este crucificat și în locul lui cântă Messiah.
În februarie 2011 în locul lui Silmaeth vine Morten "Teloch" Iversen care a mai cântat cu Gorgoroth și Ov Hell, inițial ca membru temporar apoi ca membru permanent. În august 2011 Mayhem a participat la ultima ediție a festivalului Hole in the Sky.
În august 2012 Necrobutcher a dezvăluit faptul că formația lucrează la un nou material discografic, iar în februarie 2013 Attila a confirmat acest lucru. În iunie 2014 este lansat Esoteric Warfare, al cincilea album de studio. Albumul este unul conceptual, versurile gravitând în jurul ideii de control al minții. Mai exact este vorba despre o serie de presupuse experimente psihologice care au avut loc în timpul celui de-al doilea război mondial și, ulterior, în timpul războiului rece. Cel de-al doilea videoclip realizat de Mayhem a fost pentru melodia Watchers.

## Discografie

### Albume de studio
- De Mysteriis Dom Sathanas (1994)
- Grand Declaration of War (2000)
- Chimera (2004)
- Ordo Ad Chao (2007)
- Esoteric Warfare (2014)
- Daemon (2019)

### EP-uri
- Deathcrush (1987)
- Wolf's Lair Abyss (1997)
- Life Eternal (2009)

### Albume live
- Live in Leipzig (1993)
- Dawn of the Black Hearts (1995)
- Mediolanum Capta Est (1999)
- Live in Marseille 2000 (2001)
- Live in Zeitz (2016)
- De Mysteriis Dom Sathanas Alive (2016)

### Demo-uri / Single-uri
- Pure Fucking Armageddon (Demo) (1986)
- Deathrehearsal (Demo) (1987)
- Out from the Dark (Demo) (1996)
- Freezing Moon (Single) (1996)
- Ancient Skin/Necrolust (Single) (1997)

### Compilații
- European Legions și U.S. Legions (2001)
- The Studio Experience (2002)
- Legions Of War (2003)

## Video
- Live in Bischofswerda (1998)
- European Legions: Live in Marseille 2000 (2001)
- Cult Of Aggression (2004)
- Pure Fucking Mayhem (2008)

membrii Mayhem au apărut în câteva documentare
- Det Svarte Alvor (1994)
- Satan Rir Media (1998)
- Norsk Rocks Historie (2003)
- Death Metal Murders (2005)
- Metal: A Headbanger's Journey (2005)
- Once Upon A Time In Norway (2007)
- Until The Light Takes Us (2008)
- Black Metal: The Music Of Satan (2010)

### Videoclipuri
- Anti (2008)
- Watchers (2016)

## Membrii formației

### Membri actuali
- Necrobutcher - chitară, chitară bas (1984 - 1991, 1995 - prezent)
- Hellhammer - tobe (1988 - 1993, 1995 - prezent)
- Attila Csihar - vocal (1993, 2004 - prezent)
- Teloch - chitară (2011 - prezent)
- Ghul - chitară (2012 - prezent)

### Foști membri
- Euronymous - chitară, vocal (1984 - 1993; decedat în 1993)
- Manheim (Kjetil Manheim) - tobe (1984 - 1988)
- Messiah (Eirik Nordheim) - vocal (1986)
- Maniac (Sven Erik Kristiansen) - vocal (1986 - 1987, 1995 - 2004)
- Dead - vocal (1988 - 1991; decedat în 1991)
- Occultus (Stian Johansen) - vocal, chitară chitară bas (1991)
- Varg Vikernes - chitară, chitară bas (1992 - 1993)
- Blackthorn (Snorre Ruch) - chitară (1992 - 1993)
- Blasphemer (Rune Eriksen) - chitară (1995 - 2008)

Membri temporari pentru concerte
- Alexander Nordgaren - chitară (1997 - 1998)
- Ihizahg (Tom Johansen) - chitară (2004 - 2005)
- Sanrabb (Morten Furuly) - chitară (2004)
- Morfeus (Krister Dreyer) - chitară (2008 - 2012)
- Silmaeth - chitară (2008 - 2011)